# جائزة تركيا الكبرى 2006
جائزة تركيا الكبرى 2006 هو سباق فورمولا 1 أقيم بتاريخ 27 أغسطس 2006 في إسطنبول، تركيا. كان الرابع عشر من أصل 18 في بطولة العالم لسباقات الفورمولا واحد موسم 2006. حلّ البرازيلي فيليبي ماسا أولا بينما جاء الإسباني فرناندو ألونسو في المركز الثاني وحصل على المركز الثالث الألماني مايكل شوماخر.